# Limeshain
Limeshain è un comune tedesco di 5 856 abitanti situato nel land dell'Assia.